# Valmadrid (kommunhuvudort)
Valmadrid är en kommunhuvudort i Spanien.   Den ligger i provinsen Provincia de Zaragoza och regionen Aragonien, i den nordöstra delen av landet, 260 km öster om huvudstaden Madrid. Valmadrid ligger 526 meter över havet och antalet invånare är 102.
Terrängen runt Valmadrid är kuperad österut, men västerut är den platt. Runt Valmadrid är det mycket glesbefolkat, med 2 invånare per kvadratkilometer. Närmaste större samhälle är Cuarte de Huerva, 17,2 km norr om Valmadrid. Omgivningarna runt Valmadrid är i huvudsak ett öppet busklandskap.